# Olympische Sommerspiele 1932/American Football
American Football wurde bei den Olympischen Sommerspielen 1932 in Los Angeles als eine olympische Demonstrationssportart ausgetragen. Es wurde ein Spiel im Los Angeles Memorial Coliseum ausgetragen. Teilnehmer waren College-Football-Spieler aus sechs Universitäten.

## Geschichte
Das Spiel war ursprünglich als Entscheidungsspiel zwischen den Meistern der jeweiligen Verbände gedacht, der University of Southern California von der Westküste und die Yale University von der Ostküste. Der Trainer der USC, Howard Jones, schlug dem Präsidenten des Organisationskomitees für die Olympischen Sommerspiele 1932, William May Garland, vor, dieses Spiel für die Olympischen Spiele zu nutzen. Garland unterbreitete dieses Angebot dem Präsidenten der Yale University, James Rowland Angell, welcher das Angebot jedoch ablehnte. Auch wenn dieses Spiel nicht abgehalten wurde, hatte das Olympische Komitee bereits beschlossen, American Football als Demonstrationssportart auszutragen. Es wurde deshalb ersatzweise ein All-Star-Game ausgetragen.

## Spiel
Das Spiel fand am 8. August 1932 im Los Angeles Memorial Coliseum in Los Angeles statt. Es waren etwa 60.000 Zuschauer anwesend.
In den ersten drei Vierteln des Spiels konnte keine der beiden Mannschaften Punkte erzielen. Im dritten Viertel versuchte East, ein Field Goal zu schießen, der Ball wurde jedoch zu kurz geschossen. Die Western-Spieler schafften es nicht, den Ball unter Kontrolle zu bekommen, wodurch East die Möglichkeit hatte, den Ball unter ihre Kontrolle zu bringen. Burton Strange konnte den Ball für die Eastern Mannschaft in der gegnerischen Endzone unter Kontrolle bringen und so den ersten Touchdown des Spiels erzielen. Nachdem der Point after Touchdown geblockt wurde, führte East mit 6:0. Drei Minuten vor Schluss konnte Gus Shaver in die Endzone von East zu einem Touchdown laufen. Nachdem der Point-after-Touchdown erfolgreich war, führte West mit 7:6, was auch das Endergebnis war.